# Тюменцев, Сергей Юрьевич
Сергей Юрьевич Тюменцев (род. 9 августа 1976, Омск) — российский футболист, полузащитник, тренер.

## Биография
Воспитанник омского ФК «Молния», тренер Н. М. Ревякин. Всю профессиональную карьеру провёл в клубах первого и второго дивизионов России. Выступал за омские команды «Иртыш» (1992, 1998, 2000, 2007—2008) и «Динамо» (1993—1999), «СКА-Энергия» Хабаровск (2001—2006), «Кузбасс» Кемерово (2008), «Сахалин» Южно-Сахалинск (2009). В 2000 году с «Иртышом» дошёл до 1/8 Кубка России.
Отличался диспетчерскими способностями, грамотно читал игру, много работал в центральной зоне полузащиты. Лучший игрок «Иртыша» по итогам сезона-2000 по версии омских СМИ.
После завершения карьеры игрока — тренер в СДЮСШОР «Динамо» Омск.
Сын Даниил — игрок ФК «Чертаново».